# História do cristianismo em Mizorão
A história do cristianismo em Mizorão abrange a origem e o desenvolvimento de todas as formas de cristianismo em Mizorão desde a ocupação britânica no final do século XIX. O cristianismo chegou como consequência de guerras tribais, invasões de plantações britânicas e a subsequente expedição militar britânica punitiva chamada de expedição Lushai de 1871. A subsequente anexação das antigas colinas Lushai ao Império Britânico abriu a porta para as missões cristãs britânicas evangelizarem a região do povo Mizo.
Na década de 1890, o Império Britânico ocupou todas as colinas de Lushai. Ainda era uma administração caótica, pois os nativos ainda estavam sob a influência de várias tribos praticando rituais animistas e completamente iletrados. Seus rituais e estilos de vida tribais eram sérios obstáculos à lei e à ordem. Havia uma necessidade urgente de introduzir uma educação formal. A solução veio na forma de missionários cristãos. Os pioneiros eram da missão dos Aborígines de Arthington, em Londres, que entraram nas colinas Lushai em 1894, o ano venerado em Mizorão como o "advento do evangelho". Embora a missão de Arthington fosse de persuasão batista, e os dois primeiros missionários fossem da Igreja Batista, a primeira igreja em Mizorão era no entanto uma Igreja Presbiteriana. Foi estabelecido em Aizawl em 1897 (que eventualmente se tornou a capital) pela Igreja Metodista Calvinista do País de Gales. Por essa razão, a população de Mizos é amplamente dominada por presbiterianos. Então a Igreja Batista logo seguiu, se estabelecendo em Lunglei. Outras denominações logo chegaram, incluindo a Católica Romana, Exército de Salvação, Igreja Pentecostal Unida, Adventistas do Sétimo Dia e outras. Meio século depois, os Mizos foram convertidos. Uma variedade de denominações indígenas também surgiram. A nova religião foi imensamente eficaz em derrubar a cultura tradicional. O cristianismo se transformou em uma nova cultura e identidade étnica. No final do século XX, Mizorão tornou-se o estado mais cristianizado (e o terceiro mais alto em taxa de alfabetização desde o censo de 2011) na União Indiana, e a população nativa é quase inteiramente cristã.